# Copelatus melanogrammus
Copelatus melanogrammus är en skalbaggsart som beskrevs av Régimbart 1883. Copelatus melanogrammus ingår i släktet Copelatus och familjen dykare. Inga underarter finns listade i Catalogue of Life.